# President (politiskt ämbete)

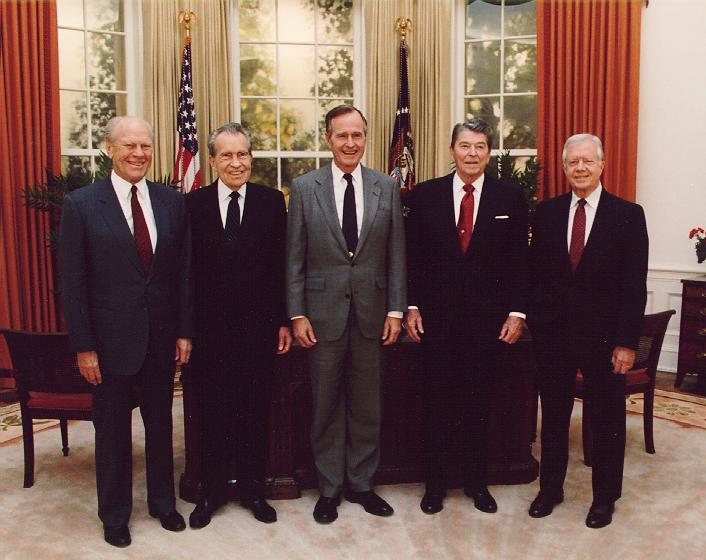
Amerikanska presidenter på en bild från 1991. Gerald Ford, Richard Nixon, George H.W. Bush, Ronald Reagan och Jimmy Carter.

President är ofta titeln på statschefen i en republik. Det finns även en monarki där statschefen har denna titel, nämligen Förenade arabemiraten. I Iran är president titeln på regeringschefen, inte statschefen, och den ingår som del av titeln för regeringschefen eller för riksdagstalmannen i en del andra länder.
En president i en republik väljs oftast för en viss period, till exempel fyra år; se presidentval. Presidentval kan vara direkta val, där presidenten väljs av folket, eller indirekta val, där presidenten väljs av parlamentet eller någon annan institution i samhället. I många länder har presidenter kommit till makten på annat sätt, i vissa fall genom statskupp eller revolution, i diktaturer ofta genom att utses av sin företrädare, av det styrande politiska partiet eller av den styrande juntan, i andra fall kan en president tillträda genom överenskommelse mellan olika maktcentra i landet.
I republiker har man normalt inte riksregalier i samma utsträckning som i monarkier, men i många länder har presidenten ett presidentband som symbol för sitt ämbete.

## President som titel för statschef
- Argentinas president
- Afghanistans president
- Burmas president
- Estlands president
- Finlands president
- Frankrikes president
- Georgiens president
- Honduras president
- Irlands president
- Islands president
- Israels president
- Kosovos president
- Lettlands president
- Maltas president
- Nordkoreas evige president
- Polens president
- Portugals president
- Rysslands president
- Sydafrikas president
- Tjeckiens president
- Tysklands förbundspresident
- USA:s president
- Österrikes förbundspresident

## President som titel eller del av titeln för regeringschef
Titlar som ministerpresident och konseljpresident används i vissa länder för regeringschefen. Regeringschefen i de flesta tyska delstaterna har titeln ministerpresident.

### President
- Irans president

### Titlar med ”president” som del
- Danmarks konseljpresident, 1855-1918, sedan i stället statsminister
- Frankrikes konseljpresident, 1871-1959, sedan i stället premiärminister
- Italiens konseljpresident
- Polens regeringschef (ministerrådspresident)
- Spaniens regeringschef (regeringspresident)
- Sveriges kanslipresident, 1680–1809, motsvarade till stor del den nuvarande statsministern
- Östtysklands ministerpresident, 1949-1990

## President som del av titeln för parlamentets talman
I Norge leds stortingets arbete av stortingspresidenten. I Tyskland leds förbundsdagens arbete av förbundsdagspresidenten.